# Heraclia discosticta
Heraclia discosticta är en fjärilsart som beskrevs av George Francis Hampson 1910. Heraclia discosticta ingår i släktet Heraclia och familjen nattflyn. Inga underarter finns listade i Catalogue of Life.